# Привет, Джули!
«Привет, Джули!» (англ. Flipped) — романтическая комедийная драма о жизни двух американских подростков, экранизация романа Вэнделин ван Драанен. Был выпущен в кинотеатрах США 6 августа 2010 года компанией Warner Bros. Pictures.

## Сюжет
Действие фильма начинается в 1957 году, когда Брайс Лоски переезжает с семьёй в новый дом. Увидев его, школьница Джули в ту же минуту теряет голову, он же в свою очередь не понимает её и чувствует антипатию. Девочка всеми способами пытается раскрепостить его, но из-за этого у него появляются проблемы в школе.
В седьмом классе Брайс пытается разорвать отношения с Джули, но ещё больше привлекает её внимание. Так продолжается до того момента, когда любимое дерево девочки, платан, спиливают. Она впадает в сильную депрессию и начинает игнорировать все, что происходит вокруг. Отвлечься Джули помогает забота о курицах, которых девочка вывела для школьного проекта. Когда птицы начинают нести яйца, Джули решает угостить ими семью Брайса. Но из-за боязни заболеть сальмонеллой родители говорят Брайсу (который и спровоцировал эту боязнь) вернуть яйца, но тот не желая лишний раз говорить с Джули, просто выбрасывает их. Так продолжается несколько дней. Однажды Джули узнает об этом и сильно обижается. В этот момент дедушка Брайса читает о девочке в газете и решает с ней познакомиться. Так, на протяжении нескольких недель Чет и Джули знакомятся и начинают вместе работать в саду. Брайс видит это и не понимает почему дедушке так интересно с этой девочкой? Он хочет получше узнать её, поэтому идет и просит прощение за поступок с яйцами. На время в отношениях между подростками наступает затишье. Ситуация ухудшается, когда Брайс и его друг Гаррет смеются над умственно отсталым дядей Джули, не зная, что девочка слышит их разговор. После этого Джули рвёт все контакты с Брайсом и начинает полностью игнорировать его.
Брайс под чувством вины влюбляется в девочку. Всеми силами он пытается искупить свою вину и не дать угаснуть её любви. Не сразу, но ему это удаётся.

## В ролях
- Мадлен Кэрролл — Джули Бейкер
  - Морган Лили — Джули Бейкер в детстве
- Каллан Маколифф — Брайс Лоски
  - Райан Кетцнер — Брайс Лоски в детстве
- Ребекка Де Морнэй — Пэтси Лоски
- Энтони Эдвардс — Стивен Лоски
- Джон Махони — Чет Дункан
- Пенелопа Энн Миллер — Трина Бейкер
- Эйдан Куинн — Ричард Бейкер
- Кевин Уайзман — Дэниел Бейкер